# Bring Me Your Love
Bring Me Your Love è il secondo album in studio di City and Colour, progetto del cantautore canadese Dallas Green. Il disco è stato pubblicato nel 2008.

## Tracce
Edizione standard
1. Forgive Me – 2:08
2. Confessions – 3:46
3. The Death of Me – 3:10
4. Body in a Box – 4:12
5. Sleeping Sickness (featuring Gordon Downie) – 4:08
6. What Makes a Man? – 3:26
7. Waiting... – 4:54
8. Constant Knot – 4:03
9. Against the Grain – 3:46
10. The Girl – 6:00
11. Sensible Heart – 3:21
12. As Much as I Ever Could – 5:25